# Смердељ
Смердељ (рус. Смердель) река је на северозападу европског дела Руске Федерације. Протиче преко источних делова Псковске области, односно преко њеног Новосокољничког и Локњанског рејона. Десна је притока реке Локње (притоке Ловата), те део басена реке Неве и Балтичког мора.
Свој ток започиње у источном делу моренског Бежаничког побрђа и тече главном у смеру истока. Укупна дужина водотока је 78 km, док је површина сливног подручја око 647 km².